# 川崎桃太
川崎 桃太（かわさき ももた、1915年（大正4年）3月3日 - 2019年（令和元年）9月30日）は、日本の言語学者、歴史学者。京都外国語大学名誉教授。

## 生涯
山口県大津郡俵山村（現・長門市俵山）出身。1930年（昭和5年）にブラジルに渡り、リオ・デ・ジャネイロ州ノーヴァフリブルゴ市アンシェータ大学哲学科卒業、サン・レオポルド市クリスト・レイ大学大学院修了。1955年（昭和30年）に帰国後、カトリック河原町教会で司祭を務める。京都外国語大学ブラジルポルトガル語学科助手を経て、1975年（昭和50年）より教授。1992年（平成4年）に名誉教授となる。
2019年（令和元年）9月30日、食道癌のため死去、享年104歳。

## 著書
- 『フロイスの見た戦国日本』（中央公論新社、2003年2月／中公文庫、2006年2月）
- 『基礎ラテン語文法』（国際語学社、2007年9月）
- 『続・フロイスの見た戦国日本』（中公文庫、2012年12月）
- 『フロイスとの旅を終えて今想うこと』（三学出版、2015年7月）

- 編著『基礎羅和辞典』（国際語学社、2011年6月）

### 翻訳
- 『回想の織田信長 フロイス「日本史」より』 松田毅一共編訳、中公新書、1973年／中公文庫、2020年
- 『秀吉と文禄の役 フロイス「日本史」より』 松田毅一共編訳、中公新書、1974年
- ルイス・フロイス 『日本史』 松田毅一共訳、中央公論社（全12巻）、1977年 - 1980年、普及版1981年 - 1982年
  - 『完訳 フロイス日本史』 中公文庫（全12巻）、2000年

## 受賞
- 第29回菊池寛賞（1981年）
- 毎日出版文化賞特別賞（1981年）